# Pintura digital

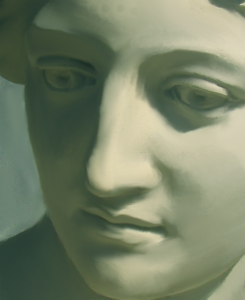
Pintura digital de estilo neoclássico: The Woman of Rock (detail), produzida no Adobe Photoshop.

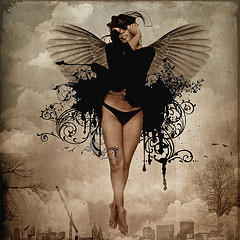
Pintural digital de estilo surrealista: O anjo da vergonha, 2009.

Pintura digital é uma técnica de ilustração, ou pintura, que em vez de usar os meios tradicionais, utiliza um ambiente computacional. As ferramentas digitais estão disponíveis em um software, um programa gráfico que oferece uma tela virtual e caixas de pintura com grande quantidade de pincéis, cores e outros suprimentos. Essas "caixas" contém muitos instrumentos que não existem fora do computador, e que dão à arte-final características diferentes das obras feitas da maneira tradicional.
Considera-se o software SuperPaint o marco da pintura digital, em 1972. Ele que foi o primeiro programa a possuir um sistema de anti-aliasing. Este tipo de ilustração foi rapidamente utilizada pela publicidade e pelos produtores de videogames, devido a versatilidade desta técnica. Desde a década dos noventas ela tem sido utilizada na arte conceitual, no cinema, nos jogos e no design de objetos.